# Senèdes
Senèdes är en ort i kommunen Bois-d'Amont i kantonen Fribourg, Schweiz. Orten var före den 1 januari 2021 en egen kommun, men slogs då samman med kommunerna Arconciel och Ependes till den nya kommunen Bois-d'Amont.